# Histoire des Afro-Américains
L'histoire des Afro-Américains commence avec l'arrivée des Africains en Amérique du Nord aux XVIe et XVIIe siècles. La colonisation européenne des Amériques et la traite atlantique des esclaves qui en a résulté ont entraîné un transport à grande échelle d'Africains asservis à travers l'Atlantique. Après leur arrivée dans diverses colonies européennes d'Amérique du Nord, les Africains réduits en esclavage ont été vendus à des colons blancs, principalement pour travailler dans des plantations. En 1619, un groupe d'Africains est arrivé dans la colonie anglaise de Virginie, marquant le début de l'esclavage dans l'histoire coloniale des États-Unis ; en 1776, environ 20 % de la population de l'Amérique du Nord britannique était d'origine africaine.
La guerre d'indépendance américaine, qui a vu les treize colonies devenir indépendantes et se transformer en États-Unis, a entraîné des bouleversements sociaux pour les Afro-Américains ; des soldats noirs ont combattu dans les deux camps, britannique et américain et à la fin du conflit, les États-Unis du Nord ont progressivement aboli l'esclavage. Cependant, le Sud des États-Unis, dont l'économie dépendait de plantations exploitées par des esclaves, a maintenu le système esclavagiste et l'a développé pendant l'expansion des États-Unis vers l'ouest. Pendant cette période, de nombreux Afro-Américains réduits en esclavage se sont échappés vers les États libres et le Canada grâce au chemin de fer clandestin. Les différends sur l'esclavage entre les États du Nord et du Sud ont conduit à la guerre civile américaine, au cours de laquelle 178 000 Afro-Américains ont servi dans le camp de l'Union. Pendant la guerre, le président Abraham Lincoln a promulgué le treizième amendement, qui a aboli l'esclavage aux États-Unis, sauf en cas de punition pour un crime.
Une fois la guerre terminée par la défaite des Confédérés, les Afro-Américains vivant dans le Sud se sont vu accorder les mêmes droits que leurs voisins blancs. L'opposition des Blancs à ces avancées a conduit la plupart des Afro-Américains vivant dans le Sud à être privés de leur droit de vote et dans les États du Sud a été adopté un système de ségrégation raciale connu sous le nom de lois Jim Crow. À partir du début du XXe siècle, en réponse aux mauvaises conditions économiques, à la ségrégation et aux lynchages, plus de 6 millions d'Afro-Américains, principalement des ruraux, ont quitté le Sud pour d'autres régions des États-Unis, à la recherche de nouvelles opportunités. Le nadir des relations raciales aux États-Unis a conduit à des efforts en faveur des droits civils pour mettre fin à la discrimination et au racisme à l'encontre des Afro-Américains. En 1954, ces efforts se sont regroupés en un vaste mouvement unifié dirigé par des militants des droits civils tels que Rosa Parks et Martin Luther King Jr. Ce mouvement a persuadé le gouvernement fédéral à adopter la loi sur les droits civils de 1964, qui interdit la discrimination raciale.
Le recensement de 2020 aux États-Unis indique que 46 936 733 personnes interrogées s'identifiaient comme des Afro-Américains, soit environ 14,2 % de la population américaine, dont plus de 2,1 millions ont immigré aux États-Unis en tant que citoyens d'États africains modernes. Les Afro-Américains ont apporté leur contribution à la culture des États-Unis, notamment dans les domaines de la littérature, du cinéma, des sports et de la musique.

## Traite des Noirs en Amérique du Nord

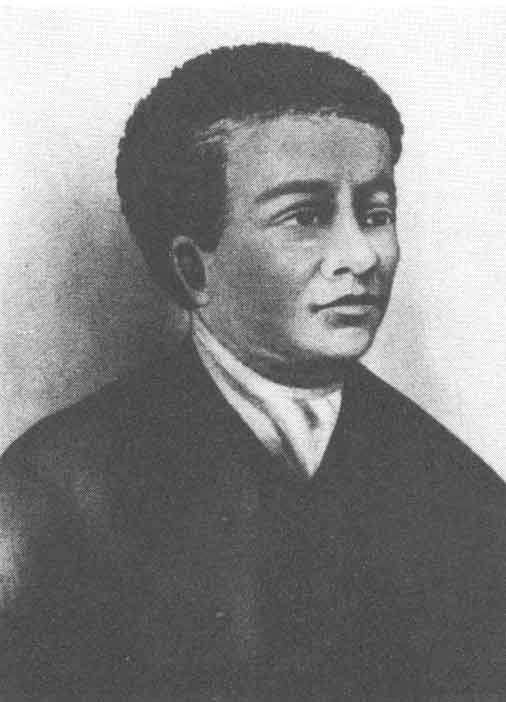
Benjamin Banneker (1731-1806), astronome et éditeur américain, fils d'esclave.

Les Afro-Américains descendent pour la plupart des esclaves noirs déportés sur les bateaux négriers au temps de la traite atlantique ; ils ont été transportés de force sur le continent américain, principalement vers les Caraïbes, l'Amérique centrale et l'Amérique du Sud. Les premiers esclaves noirs furent importés en Virginie en 1619. Les colonies anglaises du sud du littoral atlantique avaient besoin de la main-d’œuvre servile pour travailler dans les plantations de tabac. Tout au long du XVIIIe siècle, la traite s’intensifie pour atteindre le nombre de 300 000 arrivées. En 1790, 20 % de la population des jeunes États-Unis est d’origine africaine. Dès cette époque, on peut observer des métissages avec les Blancs.
Dès 1770, les sociétés quakers de Nouvelle-Angleterre sont hostiles à l’esclavage des Noirs. Les quakers sont les premiers à militer de façon organisée contre l'esclavage, à questionner le droit d'une personne à posséder une autre personne en tant qu'esclave. Sous l'impulsion d'Antoine Bénézet et John Wollman, des actions contre l’esclavage apparaissent. C'est ainsi que se crée la première société antiesclavagiste américaine : la Pennsylvania Abolition Society à Philadelphie le 14 avril 1775,. Benjamin Franklin et Benjamin Rush les rejoignent pour demander l'abolition de l'esclavage. Cette première société a fait des émules comme la New York Manumission Society, fondée en 1785,, et d'autres société semblables voient le jour dans tous les États, du Massachusetts jusqu'en Virginie. En 1783, le Maryland interdit la vente et l'importation des esclaves.
L'esclavage est aboli en 1777 dans le Vermont. La Virginie décida d'abolir la traite en 1778.
Pendant la guerre d'indépendance des États-Unis (1775-1783), des soldats noirs, qu'ils soient esclaves ou libres, ont participé au conflit dans les deux camps, loyalistes et insurgés. On estime que 5 000 Noirs ont combattu dans l’armée américaine et plusieurs d'entre eux furent affranchis.
La Révolution américaine plaça au cœur des débats politiques la place et le statut des Noirs dans la société. Le Congrès continental discuta intensément de l'esclavage. Benjamin Franklin, devenu président de la Pennsylvania Abolition Society, pèse en faveur de l'abolition, de même que toutes autres sociétés abolitionnistes qui ont présenté un mémoire au Congrès pour l'abolition de l'esclavage et la reconnaissance de la citoyenneté des Afro-Américains. Toutefois, sous la pression des riches propriétaires de plantations de la Caroline du Sud et de la Géorgie, afin d'éviter un éclatement entre les États du Sud et ceux du Nord, un compromis est établi par l'alinéa 1 de la section 9 de l'article premier de la Constitution des États-Unis où il est écrit : « L'immigration ou l'importation de telles personnes que l'un quelconque des États actuellement existants jugera convenable d'admettre ne pourra être prohibée par le Congrès avant l'année 1808, mais un impôt ou un droit n'excédant pas 10 dollars par tête pourra être levé sur cette importation. » ; disposition ambiguë qui, sans reconnaître l'esclavage, autorise l'importation d'esclaves, et donc de façon implicite le droit à posséder des esclaves. Les deux textes fondateurs des États-Unis, la Déclaration d'indépendance de 1776 et  la Constitution des États-Unis de 1787, étant équivoques, ne permettent ni aux esclavagistes ni aux abolitionnistes de s'y référer, laissant ainsi la porte ouverte aux débats. Ainsi commence la longue histoire des Afro-Américains dans leur quête de la citoyenneté américaine et des droits civiques qui y sont liés.

## La situation au lendemain de l'Indépendance
Selon le recensement des États-Unis de 1790, il y a 753 430 Afro-Américains, dont 59 166 sont libres, pour une population de 3 140 207 Blancs, le nombre des esclaves représente 18 % de la population totale,. La grande majorité des esclaves, 89%, vivent dans les états du Sud (Géorgie, Caroline du Nord, Caroline du Sud, Virginie), où se concentrent les plus forts besoins en main d'œuvre liés aux grandes plantations, alors que la population d'esclaves diminue fortement dans les états du Nord, voire disparaît complètement dans le Vermont et le Massachusetts. Une fois l'indépendance acquise, les différents états établirent des Codes de l'esclavage (Slave Codes) afin de pouvoir maîtriser et contrôler les esclaves et optimiser leurs travaux. Ainsi un esclave ne pouvait ni ester en justice ni témoigner dans un procès sauf contre un autre esclave ou un affranchi, les esclaves ne pouvaient pas signer de contrats, ne pouvaient généralement rien posséder en propre ; dans certains états comme celui du Mississippi il leur était interdit de jouer d'un instrument de musique ou d'apprendre à lire et écrire. L'instruction des esclaves était la plupart du temps le fait de leurs propriétaires, de rares écoles seront accessibles aux esclaves vers les années 1840, au contingentement limité et avec bien entendu une autorisation de leurs propriétaires qu'ils doivent toujours avoir sur eux. Seuls les Afro-Américains libres des états anti-esclavagistes peuvent s'instruire dans des écoles la plupart du temps ségréguées. Les relations des esclaves aux Blancs étaient réduites au strict minimum, lors de leur temps de repos aucune assemblée ne pouvait se tenir sans la présence d'un Blanc, la moindre incartade était sanctionnée par le fouet et la peine de mort à la moindre rébellion, leur liberté d'aller et venir était contrôlée par une police des esclaves. Dans certains états, l'arbitraire des propriétaires était régulé par des tribunaux dédiés aux crimes et délits commis par les esclaves, tribunaux où dans le meilleur des cas les jurés étaient tous blancs et dans le pire des cas étaient aux mains des propriétaires d'esclaves, les peines étaient le plus souvent le fouet, afin d'éviter un temps de prison pendant lequel l'esclave ne travaillerait point, la peine de mort visait des crimes bien précis, vol à main armée, viol, rébellion, cela encore pour préserver la main d'œuvre.

## Guerre de Sécession et abolition de l’esclavage

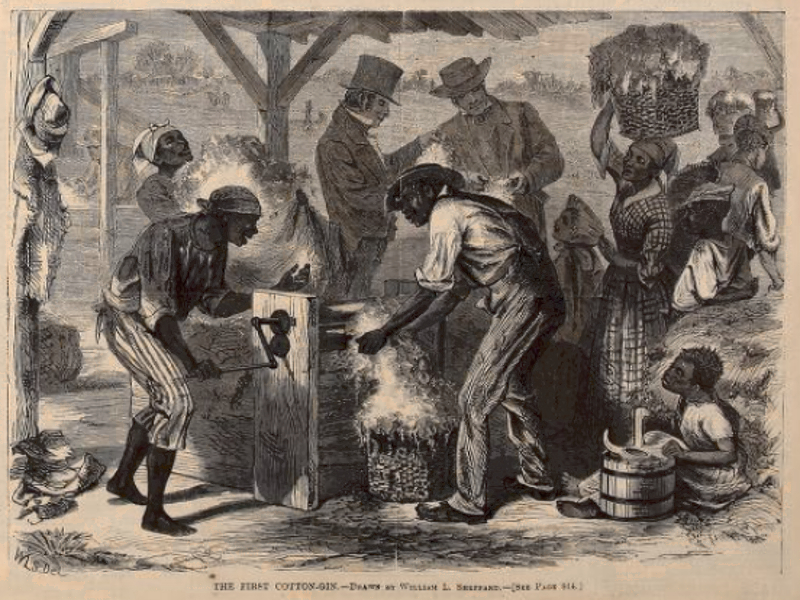
Égrenage du coton, 1869.

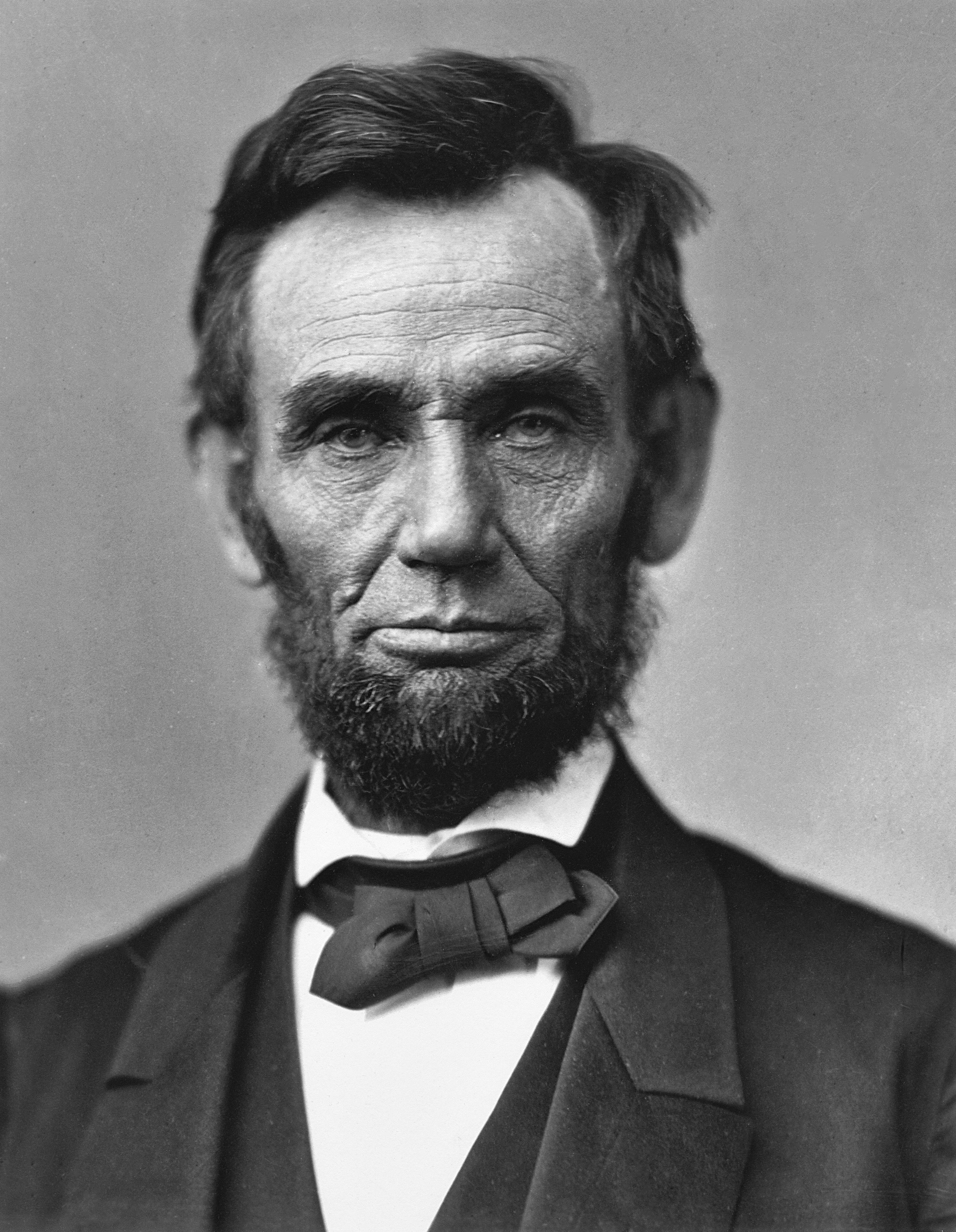
Abraham Lincoln

La traite des esclaves est officiellement abolie aux États-Unis en 1808. Mais la question de l’esclavage n’est pas réglée et oppose les Américains. Le courant abolitionniste se développe parmi les auteurs du nord-est du pays (William Ellery Channing). Dans les années 1820, la Female Anti-slavery Society dénonce l'esclavage.
Les églises baptiste et méthodiste se détachent progressivement du contrôle des Blancs et s'organisent en communautés d'entraide : en 1816, l’Église épiscopale méthodiste africaine s’émancipe. Les esclaves affranchis qui gagnent bien leur vie, essaient alors d’acheter la liberté des membres de leurs familles. Les idées de la révolution américaine, les soulèvements d'esclaves et la révolution haïtienne font craindre chez certains planteurs une insurrection générale de la population noire. En 1831, l'esclave Nat Turner, conduit une révolte dans le comté de Southampton en Virginie (51 blancs sont tués en une journée). Elle est finalement écrasée et son chef est exécuté.
Le problème de l'esclavage dans le Sud des États-Unis, en partie révélée par le livre La Case de l'oncle Tom conduisit Abraham Lincoln à promettre son abolition s'il était élu. Son élection conduisit donc les États du Sud à demander la sécession. Celle-ci leur fut refusée (elle aurait en effet privé les caisses fédérales de l'essentiel de leurs impôts), conduisant à une guerre civile appelée guerre de Sécession (1861–1865). Finalement, en 1865, le 13e amendement à la constitution abolit l’esclavage sur tout le territoire américain. Après 1865, un grand nombre d'anciens esclaves se retrouvent sans travail et de nombreux planteurs font faillite. De nombreux Noirs commencent à partir vers les cités industrielles du Midwest et du Nord-Est des États-Unis. Rejetés par les populations blanches, ils se regroupent dans certains quartiers comme Harlem à New York. À Boston, ils s’établissent dans le quartier de Roxbury, au sud du centre-ville ainsi qu'à Mattapan et North Dorchester.

## Ségrégation et discrimination

### Les réactions des sudistes envers le XIIIeamendement
Dès que les Sudistes acceptent leur réintégration dans l'Union, ils se posent le problème du contrôle des Afro-Américains, comment limiter leurs droits tout en respectant le XIIIe amendement. C'est ainsi que naissent de façon locale, comme l'autorise la loi, des règlements locaux les Black Codes. Ces réglementations réduisaient fortement l'accès à l'emploi des Afro-Américains les cantonnant à ceux d'ouvriers agricoles ou de domestiques, ils n'avaient ni le droit de vote, ni aucuns droits civiques, n'étant pas considérés comme des citoyens. Exemple, en Caroline du Sud, les employés afro-américains devaient se montrer dociles, silencieux, ordonnés, logés au domicile de leurs employeurs. Toute incartade pouvant être sanctionnée par la flagellation. Ils ne peuvent ester en justice contre des Blancs et encore moins être jurés. Tout emploi autre que celui d'ouvrier agricole ou de domestique devait être conditionné à l'obtention d'une licence accordée par un tribunal,.

### La nécessité du XIVeamendement
Ces Black Codes ne sont qu'une adaptation des anciens Slaves Codes, les Républicains y voient un retour sournois à la situation d'avant la Guerre de sécession. De plus le XIIIe amendement n'avait pas aboli l'arrêt de la Cour suprême concernant l'affaire Scott v. Sandford qui avait jugé qu'un Afro-Américain dont les ancêtres ont été amenés aux États-Unis et vendus comme esclaves, qu'il soit réduit en esclavage ou libre, ne pouvait être un citoyen américain et ne pouvait pas exercer une action en justice devant les tribunaux fédéraux, et que le gouvernement fédéral n'avait pas le pouvoir de réglementer l'esclavage dans les territoires fédéraux acquis après la création des États-Unis,,. Pour l'abolir et permettre l'accès des Afro-Américains à la citoyenneté américaine, le sénateur de l'Illinois Lyman Trumbull présente le Civil Rights Act de 1866 qui définit la citoyenneté américaine avec les droits civiques qui y sont attachés, incluant les Afro-Américains émancipés par le XIIIe amendement et garantissant l’égalité des droits civiques pour tous. Il est adopté par le Congrès le 9 avril 1866,,,. C'est la première étape qui va conduire à l'adoption du Quatorzième amendement qui donnera l'égalité des droits civiques aux Afro-Américains et plus généralement à toute personne née ou naturalisée aux États-Unis et interdisant toute restriction à ce droit. Le représentant de l'Ohio, John Bingham dépose le projet d’amendement au mois de mars 1866,, il est principalement soutenu par Thaddeus Stevens et Charles Sumner, le XIVe amendement est adopté par le Congrès le 18 juin 1866 puis ratifié le 9 juillet 1868. Et pour éviter que les esclavagistes puissent revenir au pouvoir le XIVe amendement interdit aux anciens élus et militaires qui ont soutenu la Confédération de se présenter au Sénat ou à la Chambre des représentants ou à toute charge fédérale. Cet amendement est jugé imparfait par les républicains les plus engagés dans la cause abolitionniste car il laisse de côté le droit de vote des Afro-Américains qui fera l'objet du XVe amendement,,.

### Vers le XVeamendement

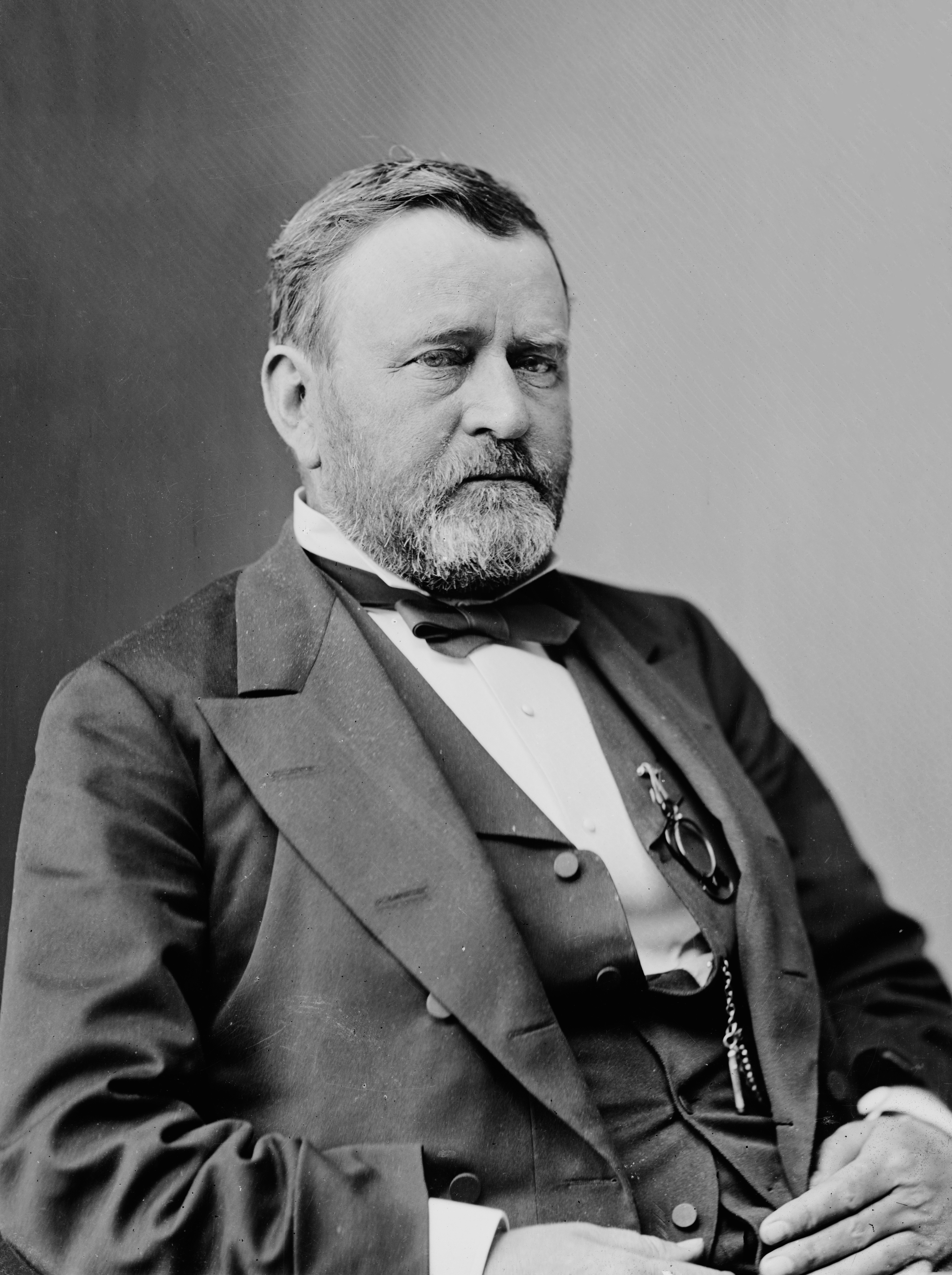
Ulysses S. Grant

Cet amendement va s'imposer avec l'émergence du Ku Klux Klan,, qui, sous la direction de Nathan Bedford Forrest, ex-général de cavalerie de l'armée confédérée et ancien marchand d'esclaves, va mener des actions terroristes contre les Afro-Américains et les Blancs qui les soutiennent de 1867 à 1871. Forrest sillonne les états du Sud pour y tenir des réunions et saboter les réunions électorales des Républicains. Chacune de ses apparitions est suivie d'une vague de violences contre les Afro-Américains. Les membres du KKK font irruption dans leurs maisons pour les fouetter ou les assassiner en les pendant aux arbres ou les brûlant vifs dans des cages. Certaines femmes enceintes sont éventrées et des hommes castrés. Les Blancs du Bureau des réfugiés qui instruisent les Afro-Américains sont également visés par le Ku Klux Klan ainsi que les carpetbaggers. On estime que lors de cette campagne présidentielle, le KKK a assassiné ou blessé plus de 2 000 personnes rien qu'en Louisiane. Au Tennessee, de juin à octobre 1867, il est fait part de vingt cinq meurtres, de quatre viols et de quatre incendies. Sous la pression de la terreur, les comtés de Giles et de Maury se sont vidés de leurs habitants afro-américains et blancs loyaux au gouvernement fédéral. Ces opérations terroristes ont pour but d'empêcher les Afro-Américains et les Blancs loyalistes de pouvoir voter, ni même de s'inscrire sur les listes électorales,,,,,. Les actions terroristes du Klan atteignent un summum d'audace, quand le 18 mai 1870, une bande de membres du Klan font irruption dans le palais de justice du comté de Caswell, et poignardent à mort le sénateur républicain John W. Stephens pour ensuite aller molester et injurier sa famille,. D'autres élus Républicains sont assassinés : le représentant James Martin, le sénateur de la Caroline du Sud Benjamin F. Randolph, les représentants Benjamin Inge, Richard Burke.
Le 4 mars 1869, Ulysses S. Grant prend ses fonctions de Président des États-Unis. Bien décidé à en finir avec les exactions du Klan, il lance, pour parachever les Reconstruction acts, le processus qui aboutit à l'adoption du Quinzième amendement de la Constitution des États-Unis, qui garantit le droit de vote des Afro-Américains, amendement qu'il signe le 30 mars 1870 en proclamant « C'est l'événement le plus important qui soit arrivé depuis la naissance de la nation [...] c'est une révolution aussi grande que celle de 1776 », l'amendement est ratifié le 3 février 1870,,,. Parallèlement pour compléter le quinzième amendement, le 31 mai 1870, le Congrès vote le premier des Enforcement Acts, comme celui de 1870, pour protéger les Afro-Américains des violences qu'ils subissent et garantir leurs droits constitutionnels. Cette première loi interdit la discrimination pratiquée par les officiers d'état civil pour l'inscription des Afro-Américains sur les listes électorales et prévoit le recours à l'United States Marshals Service, voire à l'armée en cas de fraudes, d'intimidations physiques. Le 20 avril 1871, la loi Ku Klux Klan (The Klan Act) est votée au Congrès des États-Unis pour abolir l'organisation terroriste. Plusieurs milliers de membres du KKK sont arrêtés. La plupart sont libérés, faute de témoins ou de preuves. Le Klan en tant qu'organisation active disparaît rapidement. Il est officiellement interdit en 1877,. D'autres organisations comme la White League sont alors créées par d'anciens membres du Klan. Elles continuent de mener des campagnes de lynchage et de terreur, mais elles n'ont ni l'importance et ni l'influence du Ku Klux Klan original,,. Après la période de la Reconstruction, la plupart des institutions des anciens États confédérés repassent sous le contrôle des Sudistes racistes et instaurent la ségrégation raciale par les lois Jim Crow.

### Les lois Jim Crow
Pour entraver les nouveaux droits des Afro-Américains les États du Sud utilisent deux dispositifs : le premier est un dispositif d'intimidation par le terrorisme avec le Ku Klux Klan (KKK), l'autre est d'ordre légal, réglementaire : les lois Jim Crow issues des Black Codes,. Ces lois dites Jim Crow désignent les différentes réglementations que les États du Sud et d'autres ont instaurées pour entraver l'effectivité des droits constitutionnels des Afro-Américains ; elles commencent en 1877 et sont abolies dans la fin des années 1960 avec l'adoption de différents lois fédérales mettant fin à la ségrégation raciale sur l'ensemble du territoire des États-Unis : le Civil Rights Act de 1964, le Voting Rights Act de 1965 et le Civil Rights Act de 1968.
Le terme Jim Crow trouve son origine dans la culture populaire américaine par une chanson de 1828, Jump Jim Crow, imitation caricaturale et raciste d'un esclave afro-américain créée par l'auteur Thomas Dartmouth « Daddy » Rice (1808–1860).

### La légalisation de la ségrégation

#### L'arrêtHall v. DeCuir
Les lois Jim Crow ont pu légalement se développer grâce à un arrêt de la Cour suprême. Tout commence sur un bateau à vapeur, le Governor Allen, qui relie La Nouvelle-Orléans dans la Louisiane à Vicksburg dans le Mississippi. Monsieur Benson, propriétaire et capitaine du bateau, entre en conflit avec l'une de ses passagères, madame DeCuir, une Afro-Américaine. Cette dernière, pour se reposer, désire utiliser une cabine réservée aux Blancs, ce que Benson lui interdit et il lui enjoint de se rendre dans la galerie des cabines réservées aux personnes de couleur. Or, cette injonction ségrégative est contraire au XIV° amendement ratifié par la Louisiane, d'autant plus que, comme le bateau navigue sur le Mississippi et donc traverse plusieurs États, son règlement ne saurait dépendre des diverses lois ségrégationnistes édictées par les États traversés mais des seules décisions du Congrès de Washington. Pour savoir si la décision de la compagnie fluviale est constitutionnelle, monsieur Hall, qui reprend le litige après le décès du capitaine Benson, présente en 1870 l'affaire à la Cour suprême : c'est le cas Hall v. DeCuir. En 1877, la Cour suprême rend enfin son arrêt. Dans ses attendus, la Cour suprême constate que le Mississippi traverse des États dont certains n'ont pas ratifié le XIV° amendement ; par conséquent, en toute logique, une compagnie de transport inter-États devrait se soumettre à différentes lois contradictoires, ainsi selon l'État traversé, la discrimination peut aller jusqu'à refuser l’accès d'une personne de couleur, selon un autre ce sera la mixité et enfin dans un dernier cas la ségrégation. Devant ce qui apparaît comme une entrave à la libre circulation des entreprises de transports en commun, la Cour suprême arrête qu'à partir du moment où une compagnie de transport en commun ouvre le même service à ses clients blancs comme de couleur mais dans des compartiments, des cabines, des places séparées, cela est conforme à la Constitution. Cet arrêt ouvre la porte à la ségrégation raciale et aux différentes lois Jim Crow qui ont imposé la ségrégation non seulement dans les transports en commun (bateaux, trains, diligences, etc.) mais dans l'ensemble des espaces et des services publics comme les écoles, les restaurants, les toilettes, les hôpitaux, les églises, les bibliothèques, les manuels scolaires, les salles d'attente, les salles de spectacles, les logements, les prisons, les pompes funèbres, les cimetières : un peu partout dans le Sud ont fleuri des panneaux For White Only,,,,.

#### L'arrêt Plessy v. Ferguson ou le développement séparé légalisé
Le 10 juillet 1890, la Législature d'État de Louisiane adopte le Separate Car Act instaurant une ségrégation pour tous les trains traversant son état. Chaque compagnie ferroviaire doit créer des compartiments / wagons pour les Blancs et des wagons pour les Afro-Américains et empêchant le croisement des deux populations,.
Les opposants à cette loi décèlent une faille : les caractéristiques de « Blanc » ou de « Noir » n'étant pas définies, qu'advient-il d'un citoyen à la peau blanche mais ayant une ascendance afro-américaine ? Le militant Homer Plessy, un métis qui n'avait qu'un seul arrière-grand parent afro-américain, achète un billet de train et prend place dans une voiture réservée aux blancs, quand le contrôleur lui demande s'il est de couleur, Plessy lui répond que oui, il est alors sommé de rejoindre un wagon réservé pour les Afro-Américains, ce qu'il refuse ; il est arrêté et accusé d'avoir violé le Separate Car Act. Commence alors une succession de procès qui remontent jusqu'à la Cour suprême des États-Unis sous le titre de cas Plessy v. Ferguson, dont l'arrêt en date du 18 mai 1896 légalise la ségrégation au non de « égaux, mais séparés »,,.

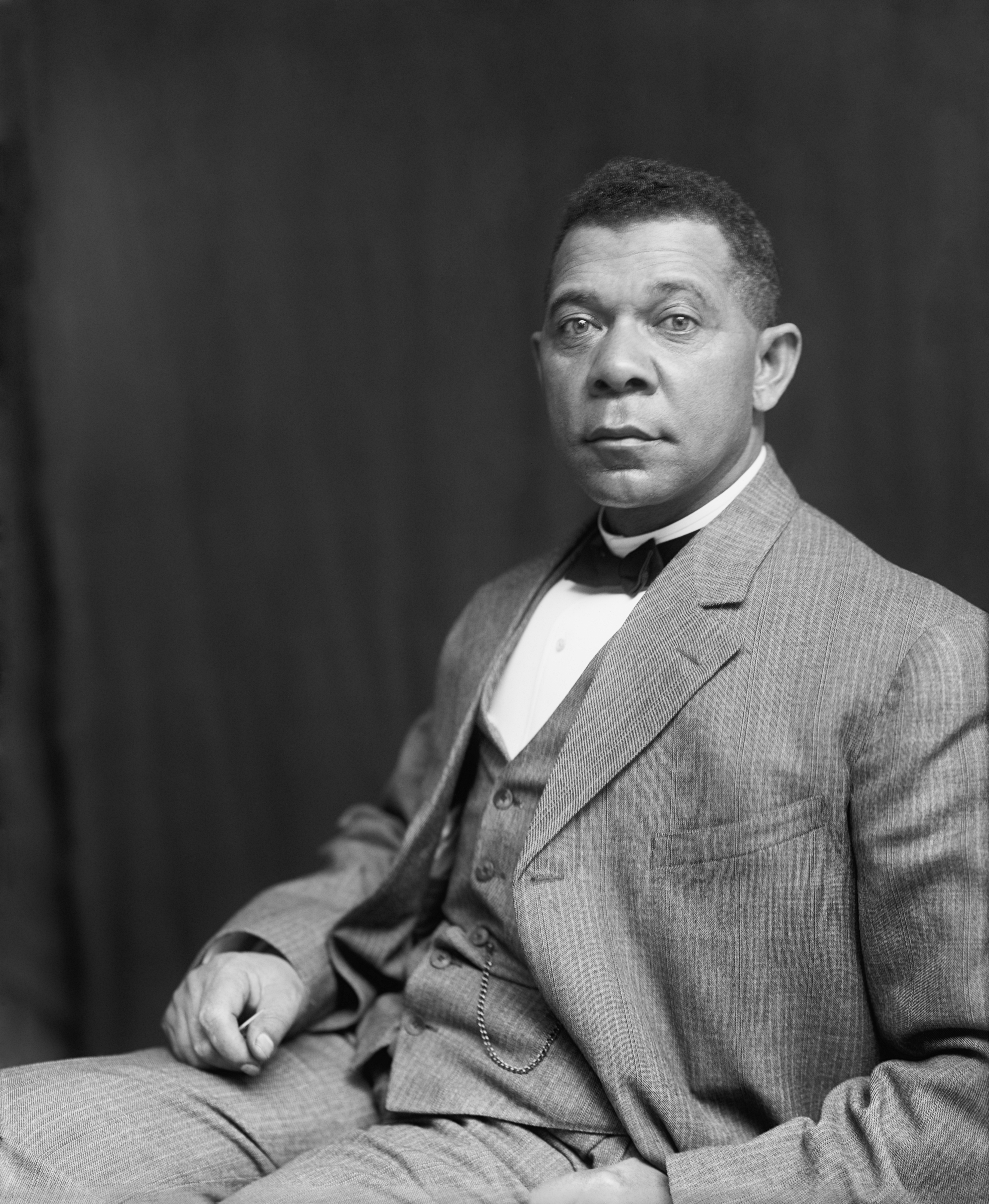
Booker T. Washington, écrivain américain en 1895.

#### Ségrégués de la naissance à la mort
Les lois Jim Crow limitent l'ensemble de la vie sociale, économique et politique des Afro-Américains de leur naissance jusqu'à leur mort. En rajoutant, à la ségrégation, des restrictions aux droits à la propriété, à établir son entreprise, à l'éducation, à se marier en dehors de sa "race", les interactions avec les blancs sont limités au strict nécessaire professionnel. Ces lois s'appliquent d'autant plus facilement que les juges et les forces de polices sont des Sudistes acquis aux thèses racistes et ségrégationnistes qui invalident tout recours, toute contestation. Pour éliminer le poids du vote des Afro-Américains dans les élections, quand le terrorisme du Klan ou de la White League est jugé insuffisant, dans certains comtés une taxe est créée pour avoir le droit de vote, puis se généralisent les tests pour vérifier l'aptitude intellectuelle à voter. Les questions sont d'une difficulté inhabituelle comparées à celles posées au Blancs, comme être capable de réciter la Constitution et ses différents amendements, ou bien les questions sont absurdes du genre « How many angels can dance on the head of a pin / Combien d'anges peuvent-ils danser sur la pointe d'une épingle ? »  ou « How many bubbles in a soap bar / Combien de bulles peut-on faire avec une savonnette ? ». Seule une minorité d'Afro-Américains arrive à voter et quand elle le fait, souvent, les représailles tombent, au mieux le fouet, au pire la pendaison sommaire ou l'exécution des votants et de leur famille,,,,.
Les différents mouvements et actions visant l'application des droits civiques auront pour objet l'abrogation de ces différentes lois, notamment par la saisine de la Cour Suprême pour demander des arrêts au sujet de situations de ségrégation pour en vérifier la constitutionnalité.

### Les organisations afro-américaines
Les principaux protagonistes de la cause des Noirs sont Booker T. Washington, Marcus Garvey et W. E. B. Du Bois. Ce dernier fonde en 1910 la National Association for the Advancement of Colored People (NAACP). Le Parti communiste des États-Unis d'Amérique suggère la création de communautés noires autonomes dans le sud.
Le massacre de Tulsa, perpétré durant deux jours en mai 1921 contre la population noire de la ville, est considéré comme le paroxysme des tensions raciales dans l’Amérique ségrégationniste du début du XXe siècle. Quelque 300 personnes sont tuées au cours de deux jours d’attaques, de pillages, de mises à mort expéditives et de destruction. Les émeutes font en outre huit mille sans-abris en raison des incendies provoqués par les assaillants. Aucun des responsables de l'attaque n’est poursuivi. En revanche, plusieurs Noirs accusés d’avoir provoqué les violences sont condamnés, et la plupart des survivants doivent déménager.
La situation des Afro-Américains s'améliore lentement : leur intégration sociale progresse grâce à l'armée pendant la Seconde Guerre mondiale (700 000 Noirs dans l'Armée en 1944. La guerre a plutôt tendance à souder la nation, même si des émeutes raciales éclatent en 1943. Roosevelt prend des mesures pour limiter les discriminations dans l'administration fédérale (Executive Order 8802). En 1942, le Congress of Racial Equality est fondé pour lutter contre la discrimination dans les bâtiments publics du Nord du pays. La Grande migration commencée dans l'entre-deux-guerres se poursuit : plusieurs milliers de Noirs quittent le Sud pour travailler dans les métropoles californiennes.
En 1948, le président Harry S. Truman ordonne la déségrégation dans l'armée américaine. La majorité de leurs efforts était des actes de désobéissance civile avec pour but de violer les règles et lois de ségrégation raciale en refusant par exemple de céder un siège, dans le compartiment réservé aux noirs dans un bus, à une personne blanche (Rosa Parks), ou en organisant des sit-ins dans des restaurants exclusivement réservés aux blancs.
Ce n'est qu'à partir de l'arrêt historique Brown v. Board of Education de 1954 que la ségrégation fut remise en cause. En 1957 le président Dwight D. Eisenhower doit faire intervenir la police à Little Rock pour protéger des jeunes Noirs voulant aller dans une école pour blancs sous les jets de tomates. La CIA démantèle le Ku Klux Klan pendant les années 1960 (Mississippi Burning). Motivé par l’indépendance des colonies d’Afrique noire, Martin Luther King organise la Marche sur Washington pour l'emploi et la liberté en 1963 tandis que Malcolm X milite pour un État noir indépendant. Luther King le pacifiste appelle toutes les ethnies américaines à faire la paix. En 1965 le président Lyndon B. Johnson et le Congrès mettent en place la discrimination positive dans les universités. L’assassinat des deux leaders noirs par des extrémistes blancs va néanmoins déclencher de violentes émeutes raciales dans tout le pays. Martin Luther King a droit à une journée fériée qui porte son nom. Un nouveau Civil Rights Act est voté par le Congrès en 1964, et cette fois, soutenu par la Cour suprême. Cet acte, avec le Voting Rights Act (loi sur le droit de vote) de 1965, met effectivement fin à la ségrégation.
Pour son acte de bravoure, durant la Première Guerre mondiale, le caporal Africain Américain Freddie Stowers fut décoré, à titre posthume, de la Medal of Honor, plus haute distinction des États-Unis. Cependant, celle-ci ne lui fut accordée qu'en 1991. Il était intégré au sein de la  157e Red Hand Division (Division main rouge) du général français Mariano Goybet qui avait 2 régiments  Africains Americains en son sein durant la Première Guerre mondiale. À cause de la ségrégation les américains ne voulaient pas commander ces troupes. Elles se sont pourtant distinguées en obtenant la croix de guerre.

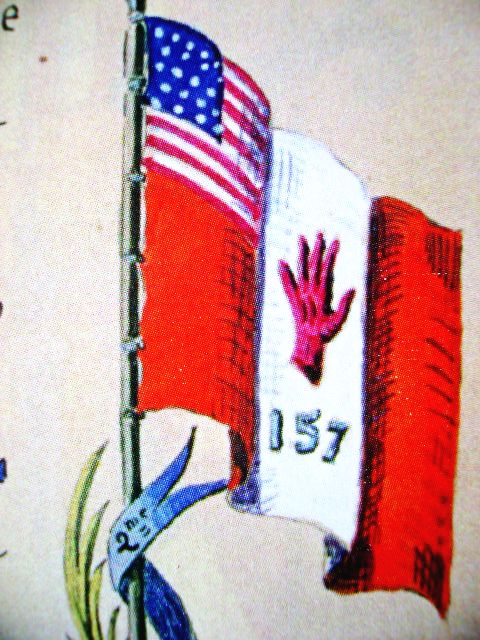
Red Hand Division.

En juillet 2003, le président George W. Bush avait parlé de l'esclavage comme « l'un des plus grands crimes de l'Histoire », au cours d'une visite sur l'île de Gorée au Sénégal. Cinq ans plus tard, la Chambre des représentants présente des excuses pour l'esclavage et la ségrégation raciale envers les Noirs. Puis c'est au tour du Sénat des États-Unis le 18 juin 2009, sous la forme d'une résolution symbolique.

## Discrimination positive
Le premier à utiliser l'expression Affirmative action est le président américain John Fitzgerald Kennedy ; elle fut ensuite reprise par son successeur à la Maison-Blanche Lyndon B. Johnson. Leur idée était que, malgré les lois en faveur de l'égalité, les Noirs resteraient en retard par rapport au reste de la population américaine. Le but était de faire en sorte que les Noirs soient davantage représentés dans les emplois qualifiés, les universités, les médias, etc. Dès les années 1960, des emplois préférentiels sont mis en place. Mais il ne s'agit en aucun cas d'une politique de quotas : en 2003, la Cour Suprême a condamné le principe des quotas comme étant contraire à l'égalité devant la loi et à la libre concurrence. Les résultats sont jugés convaincants aux États-Unis : en 1960, 13 % des Afro-Américains appartenaient aux classes moyennes, ils sont 66 % en 2000.
Les Noirs sont de plus en plus nombreux en politique. Ainsi, en 1972, Shirley Chisholm est la première Afro-Américaine élue au Congrès (novembre 1968). En 1972, elle se présente à l'investiture démocrate pour l'élection présidentielle, mais elle est battue par George McGovern. En 2008, Barack Obama devient le premier président afro-américain des États-Unis.
Nadia Mohamed, née vers 1996, devient e 7 novembre 2023, à l'âge de 27 ans, à la fois la première maire noire, première maire somalienne et première maire musulmane de la ville St. Louis Park,.

## Histoire des Afro-Américains dans la culture
Plusieurs films évoquent la place des Afro-Américains dans la Seconde Guerre mondiale : dans Miracle à Santa Anna (2007), le réalisateur noir Spike Lee met en scène des soldats afro-américains qui prennent un village de Toscane. Anthony Hemingway filme l'action du premier escadron noir de l'armée de l'air américaine dans son film L'Escadron Red Tails. D'autres films évoquent le traitement des Afro-Américains après l'abolition de la ségrégation comme Panther de Mario Van Peebles, qui retrace le rôle que vont jouer les black panthers pour essayer de contrecarrer les violences policières.

## Chronologie
N.B. : cette liste chronologique n'est pas exhaustive.
- 1513 : Juan Garrido arrive en Floride
- 1619 : première mention d'esclaves africains dans les colonies anglaises[88]
- 1775 : création de la première société antiesclavagiste américaine, la Pennsylvania Abolition Society
- 1777 : le Vermont abolit l'esclavage[10],[89]
- 1780 : la Pennsylvanie abolit l'esclavage[89],[90]

- 1783 : le Massachusetts abolit l'esclavage[91]
- 1787 : fondation de la première association d'entraide afro-américaine, la Free African Society par Absalom Jones et Richard Allen
- 1808 : abolition de la traite aux États-Unis
- 1816 : fondation de l'Église épiscopale méthodiste africaine par Richard Allen
- 1860 recensement des États-Unis de 1860 : 3,9 M d'esclaves Afro-Américains y sont recensés, soit 12,57% de leur population totale
- 1861-1865 : guerre de Sécession (victoire des États du Nord)
- 1863 : le 1er janvier : proclamation d'émancipation par Abraham Lincoln ; début de la période de Reconstruction du 8 décembre 1863 au 31 mars 1877 (intégration des Etats du Sud dans l'Union)
- 1865 : promulgation du Treizième amendement du 6 décembre 1865 abolissant l'esclavage
- 1866 : fondation du Ku Klux Klan, par des officiers sudistes à Pulaski (Tennessee)
- 1868 : promulgation du Quatorzième amendement de 1868, accordant la citoyenneté à toute personne née ou naturalisée aux États-Unis
- 1870 : promulgation du Quinzième amendement de 1870, garantissant le droit de vote à tous les citoyens des États-Unis
- 1875 : Civil Rights Act de 1875
- 1877 : arrêt Hall v. DeCuir et l'imposition de la ségrégation par les lois Jim Crow promulguées par les législatures des États du Sud
- 1879-1880 : mouvement des Exodusters vers le Kansas, sous l'impulsion de Benjamin "Pap" Singleton
- 1895 : discours de Booker T. Washington lors de l'exposition internationale des états producteurs de coton à Atlanta (compromis d'Atlanta) dans l'état de l'Alabama
- 1896 : arrêt Plessy v. Ferguson ou le développement séparé (ségrégation) légalisé
- 1905 : création du Niagara Movement à l'initiative de W. E. B. Du Bois et William Monroe Trotter
- 1909 : fondation de la National Association for the Advancement of Colored People par W. E. B. Du Bois , William Monroe Trotter et Mary Burnett Talbert, respectivement activiste et suffragette afro-américaine
- 1913 : création de Alpha Suffrage Club à l'initiative d' Ida B. Wells avec l'aide de ses collègues blanches B. Squire et V. Brooks en faveur du vote des femmes afro-américaines
- 1915 : sortie du film  Naissance d'une nation de D. W. Griffith; renaissance du Ku Klux Klan
- 1919 : l'été rouge (Red Summer) marqué par des émeutes raciales et des lynchages
- 1918 - 1940 : déploiement du mouvement culturel afro-américain dit  Renaissance de Harlem
- 1930 : fondation de  Nation of Islam par Wallace Fard Muhammad à Détroit (Michigan)
- 1935 : fondation du National Negro Congress au sein de Université Howard à Washington
- 1936 : Jesse Owens est quadruple médaillé d'or aux Jeux olympiques d'été de Berlin
- 1941 : signature de l'Executive Order 8802 par Franklin Delano Roosevelt le 25 juin 1941 interdisant la discrimination ethnique ou raciale dans l'industrie de la défense
- 1946 : signature de l'ordre exécutif 9981 par le Président Harry S. Truman inaugurant le processus de déségrégation au sein des forces armées
- 1952 : publication du roman de Ralph Ellison  « Invisible Man » (Homme invisible, pour qui chantes-tu ?), récompensé par le National Book Award en 1953
- 1954 : arrêt Brown v. Board of Education
- 1955 : 1er décembre, Rosa Parks refuse de céder sa place dans un bus
- 1957 : Daisy Bates et les Neuf de Little Rock dans l'Etat de l’Arkansas (désobéissance civile en faveur de la déségrégation effective dans les écoles et établissements publics d'enseignement)
- 1960 : Ruby Bridges, alors âgée de 6 ans, est escortée par des policiers fédéraux pour participer à son premier cours à l'école élémentaire William Frantz de la Nouvelle Orléans (Louisiane) le 14 novembre
- 1963 : discours de Martin Luther King (« I have a dream »)[92]
- 1964 : Civil Rights Act de 1964 mettant officiellement fin à toutes formes de ségrégation, de discrimination reposant sur la race, la couleur, la religion, le sexe, ou l’origine nationale[92]
- 1965 : assassinat de Malcolm X[92] ; Voting Rights Act[92] à la suite des trois Marches de Selma à Montgomery (Alabama), les 7, 9 et 25 mars ; discours de Martin Luther King (le 25 mars) : « How Long, Not Long », devant 25 000 marcheurs réunis devant le capitole de Montgomery ; émeutes de Watts[92]
- 1966 : Robert C. Weaver, premier afro-américain nommé au sein d'un cabinet présidentiel[92] ; fondation du Black Panther Party[92]; la première Black Student Union voit le jour à l'université d’État de San Francisco en mars
- 1967 : Thurgood Marshall, premier afro-américain nommé à la Cour suprême des États-Unis[92] ;  l'arrêt Loving v. Virginia met fin aux lois interdisant les mariages mixtes[92]
- 1968 : assassinat de Martin Luther King  le 4 avril, à Memphis (Tennessee) ; Civil Rights Act de 1968, dernier dispositif législatif devant mettre fin aux discriminations fondées sur la race, la religion ou l'origine ethnique, après les émeutes survenues à la suite de l'assassinat de Martin Luther King ; poing levé du Black Power lors des Jeux olympiques d'été de 1968
- 1972 : le 4 juin, Angela Davis est déclarée non coupable à l'issue d'un procès pénal instruit contre elle par l’État de Californie.
- 1973 :  création de la National Black Feminist Organization
- 1992 : émeutes de 1992 à Los Angeles[92]
- 1993 : Toni Morrison devient la première afro-américaine à recevoir le prix Nobel de littérature
- 2008 : élection du premier président afro-américain : Barack Obama

- 2009 : Michael S. Steele devient le premier afro-américain à la tête du parti républicain
- 2013 : fondation de Black Lives Matter , mouvement politique afro-américain qui milite contre le racisme systémique envers les noirs, à la suite de la mort d'un adolescent noir, Trayvon Martin à Sanford (Floride)
- 2015 : fusillade de l'église de Charleston (Caroline du Sud)
- 2020 : recensement des États-Unis de 2020 , la population afro-américaine y occupe la 3ème place de ce recensement ethnique (derrière les "Hispaniques" 18,7%)

#### Anglophone
- (en-US) Charles Flint Kellogg, Naacp: A History Of The National Association For The Advancement Of Colored People, Johns Hopkins University Press, 1967, rééd. 1973, 380 p. (ISBN 9780801815546, lire en ligne),,
- (en-US) Willie Lee Rose, Slavery and freedom, Oxford University Press USA, 1er janvier 1982, 276 p. (ISBN 9780195029697, lire en ligne),
- (en-US) Brook Thomas, textsPlessy v. Ferguson : a brief history with documents, Bedford Books, 15 juillet 1996, rééd. 1997, 228 p. (ISBN 9780312137434, lire en ligne),
- (en-US) John Hope Franklin et Alfred A. Moss, From Slavery to Freedom: A History of African Americans (8° édition), McGraw-Hill, 1er janvier 2000, 436 p. (ISBN 9780072393613, lire en ligne),
- (en-US) Jerrold M. Packard, American Nightmare: The History of Jim Crow, St. Martin's Griffin Press, 2002, rééd. 21 juillet 2003, 312 p. (ISBN 9780312302412, lire en ligne),
- (en-US) Nathan Aaseng, Plessy vs. Ferguson - Separate But Equal, Lucent Books, 1er juin 2003, 118 p. (ISBN 9781590182680, lire en ligne),
- (en-US) Gabor S. Boritt & Scott Hancock, Slavery, resistance, freedom, Oxford University Press, USA, 30 mai 2007, rééd. 2009, 196 p. (ISBN 9780195384604, lire en ligne),

#### Francophone
- Nicole Bacharan, Faut-il avoir peur de l’Amérique ?, Paris, Seuil, 2005, 217 p. (ISBN 2-02-079950-2)
- Jacques Binoche, Histoire des Etats-Unis, Ellipses Marketing, 2003, 253 p. (ISBN 978-2-7298-1451-9)
- Bernard Cottret, La Révolution américaine : La quête du bonheur 1763-1787, Paris, Perrin, 2003, 525 p. (ISBN 2-262-01821-9)
- Pierre Mélandri, Histoire des États-Unis contemporains, Bruxelles/Lagny-sur-Marne, André Versaille éditeur, 2008, 992 p. (ISBN 978-2-87495-009-4)
- (en) Bernard Vincent, La Révolution américaine 1775-1783, t. 2, Nancy, Presses universitaires de Nancy - Éditions universitaires de Lorraine, 1985, 191 p. (ISBN 2-86480-211-2)